# Laut Tador (Sei Suka)
Laut Tador is een bestuurslaag in het regentschap Batu Bara van de provincie Noord-Sumatra, Indonesië. Laut Tador telt 6696 inwoners (volkstelling 2010).